# سوسکچه غوزه
سوسکچه غوزه (نام علمی: Anthonomus grandis) گونه ای سوسکچه است که در سرده سوسکچه‌های آفت قرار دارد. متوسط طول این حشره ۶ میلی‌متر است و بیشتر بر روی غوزه گیاه پنبه زندگی می‌کند.

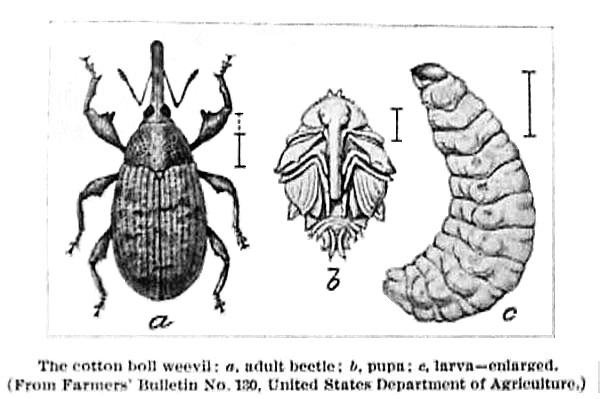
سوسکچه غوزه پنبه